# Хан, Фавад
Фавад Афзал Хан (урду فواد افضل خان‎, англ. Fawad Afzal Khan, род. 29 ноября 1981, Карачи, Пакистан) — пакистанский актёр и певец, бывший солист группы Entity Paragidm.

## Биография
Фавад родился 29 ноября 1981 года в городе Карачи, Пакистан. Его семья родом из Лахора в штате Пенджаб. В детстве Фавад со своей семьёй жил в Афинах, Дубае, Эр-Рияде, а во время войны в Персидском заливе в Манчестере, прежде чем вернуться в Лахор, когда ему было 13 лет. Его отец родился в городе Патиала и переехал в Пакистан в год разделения Индии. Фавад имеет двух сестёр, старшая, Алия, — архитектор, а младшая сестра — врач. Имеет пуштунское происхождение. К 20 годам он научился играть на гитаре, басах и барабанах. Фавад получил аттестат в Лахорской гимназии (LGS) и имеет степень бакалавра по вычислительной технике Национального университета компьютерных и новых наук (NUCES) в Лахоре.
Paradigm, рок-группа Фавада, образовалась в 2000 году, но вскоре объединилась с группой Entity Ахмеда Али, чья карьера началась в 1994. Их альбом Irtiqa, который вышел в 2003 году, получил известность в стране, а особенной популярность пользовалась романтическая песня «Rahguzar». Хан покинул группу в 2012 году, чтобы сосредоточиться на актёрской карьере.
В 2007 году Фавад дебютировал в фильме Khuda Kay Liye, который стал самым кассовым фильмом года в Пакистане.
В 2015 году Фавад вёл церемонию награждения 14th Lux Style Awards вместе с Махирой Хан, которая проходила в Карачи. В 2014 году он занял седьмое место в списке сексуальных мужчин Азии, составленном британской газетой Eastern Eye.
Фавад планировал свой дебют в Болливуде, после релиза Khuda Kay Liye в Индии. Но из-за нестабильной политической ситуации между Индией и Пакистаном после террористических атак в 2008 году этого так и не произошло.
В 2014 Фавад дебютировал в фильме «Красотка» в паре Сонам Капур. Его исполнение роли получило похвалы критиков, а фильм имел коммерческий успех, как и в Индии, так и за рубежом (в том числе на его родине). Его роль была отмечена Filmfare Award за лучшую дебютную мужскую роль (он стал первым пакистанцем, который получил награду в этой номинации). В начале 2016 года Фавад сыграл роль второго плана в фильме «Капур и сыновья», также ставшем коммерчески успешным. В том же году он участвовал в качестве камео в фильме Ae Dil Hai Mushkil, который запретили в Пакистане из-за ситуации в Кашмире
На данный момент готовится к релизу два проекта с его участием: байопик Albela Rahi, в котором он сыграет пакистанского певца Аламгира, и боевик Maula Jatt 2, который является продолжением культового фильма 1979 года Maula Jatt, и ради съёмок в котором он решил набрать вес, чтобы войти в образ.

## Личная жизнь
В 2005 году Фавад женился на Садаф Хан, с которой встречался в течение пяти лет. Супруги имеют двоих детей: сына Айана (род. 2006) и дочку Элайну (род. 2016). Вместе с женой Фавад создал линию одежды «SILK by Fawad Khan». Хан страдает сахарным диабетом с 17 лет, после того, как повредил поджелудочную железу при несчастном случае.

## Фильмография
| Год       |   | Русское название                | Оригинальное название | Роль                |
| --------- | - | ------------------------------- | --------------------- | ------------------- |
| 2007      | ф | Во имя Бога                     | Khuda Kay Liye        | Сармад              |
| 2008      | с |                                 | Satrangi              | Бехзаад             |
| 2011—2012 | с |                                 | Humsafar              | Ашар Хуссейн        |
| 2012      | с |                                 | Ashk                  | Рохаил Хаят         |
| 2012      | с |                                 | Zindagi Gulzar Hai    | Зарун Джунаид       |
| 2013      | с |                                 | Numm                  | Вали Бакът Хан      |
| 2014      | ф | Красотка                        | Khoobsurat            | Викрам Сингх Ратхор |
| 2015      | ф |                                 | Ho Mann Jahaan        | Рафаэль             |
| 2016      | ф | Капур и сыновья                 | Kapoor & Sons         | Рахул Капур         |
| 2016      | ф | Сердцу нелегко / Дела сердечные | Ae Dil Hai Mushkil    | Диджей Али          |
| 2020      | ф |                                 | Albela Rahi           | Аламгир             |
| 2022      | ф |                                 | Maula Jatt            | Амула Джетт         |
| 2022      | с | Мисс Марвел                     | Miss Marvel           | Хасан               |